# Diocèse de Nuoro
Le diocèse de Nuoro (diocesi di Nuoro en italien et dioecesis nuorensis en latin) est un diocèse de l'église catholique basé à Nuoro. C'est un diocèse suffragant de l'archidiocèse de Cagliari en région Sardaigne, en Italie. En 2013, il comptait 122 912 personnes baptisées sur 124 811 habitants. Depuis le 21 avril 2011, l'évêque de Nuoro est Mosè Marcia (né en 1943).

## Territoire
Le diocèse de Nuoro comprend les deux régions historiques du Nuorese, la  Barbagia di Ollolai et la Baronia, pour un total de 29 communes, dont 28 dans la province de Nuoro et une dans la province de Sassari :
- dans la province de Nuoro : Bitti, Dorgali, Fonni, Galtellì, Gavoi, Irgoli, Loculi, Lodè, Lodine, Lula, Mamoiada, Nuoro, Oliena, Ollolai, Olzai, Onanì, Onifai, Oniferi, Orani, Orgosolo, Orosei, Orotelli, Orune, Ottana, Posada, Sarule, Siniscola et Torpè[1] ;
- dans la province de Sassari l'unique commune est Budoni[1].

Le siège épiscopal du diocèse est la ville de Nuoro et plus précisément la cathédrale de Nuoro dédiée à Notre-Dame des Neiges. À Galtellì et à Ottana se trouvent les anciennes cathédrales du diocèse, respectivement dédiées à Saint-Pierre et à Saint-Nicolas.
Le diocèse de Nuoro s'étend sur 2 806 km2 et il est divisé en sept doyennés (les doyennés de Nuoro, Bitti, Dorgali, Fonni, Gavoi, Orani et Siniscola) et 46 paroisses.

## Histoire

La cathédrale de Nuoro.

Après que les chrétiens aient chassés les Arabes de Sardaigne au VIIIe siècle et divisé l'île en quatre entités territoriales, les judicats, l’Église catholique décide de la réorganisation ecclésiastique de la Sardaigne. À l'époque du pape Alexandre II (1061-1073), l'île est découpée en provinces ecclésiastiques correspondant aux judicats.
L’episcopatus gallurensis est attesté pour la première fois en Gallura sur une carte datant de 1095. De 1114 à 1116, l'évêque de Gallura est un certain Villano, mais l'on ne connait pas le siège du diocèse. Cela laisse penser que la Gallura n'avait à l'origine qu'un unique diocèse et que le diocèse de Galtellì (ancien nom du diocèse de Nuoro) n'apparait que dans un second temps lors du démembrement du diocèse de Gallura qui acquiert alors le nom de diocèse de Civita.
Le diocèse de Galtellì est mentionné pour la première fois en 1138 dans la bulle pontificale Tunc apostolicae sedis du pape Innocent II dans laquelle le pontife soumettait les deux diocèses de Civita et Galtellì à la province ecclésiastique de l'archidiocèse de Pise. Il est donc probable que le diocèse de Galtellì a été fondé entre 1116, quand la Gallura ne compte qu'un seul diocèse, et 1138 quand deux diocèse sont attestés pour la première fois.
L'appartenance du diocèse à celui de Pise est confirmée en successivement en 1161 et 1198. Une fois la domination pisane sur la Sardaigne terminée, le diocèse de Galtellì devient à partir du XIIIe siècle directement dépendant du Saint-Siège. Le premier évêque connu est Bernardo, documenté en 1138 et 1143, et le siège du diocèse est alors la cathédrale Saint-Pierre à Galtellì.
La juridiction des évêques de Galtellì s'étend alors sur les curatorie de la Barbagia de Bitti, d'Orfili, de Galtellì et de Posada. Elle comprend alors les paroisses des villages de Bibissa, Bitti, Dorgali, Duascodere, Dulicorra, Dure, Feronia, Filluri, Gadano, Galtellì, Golcone, Goltodolfe, Gorgolenero, Gorofai, Gurguray, Iloe, Irgoli (Ircule), Isarle (Gisalle), Locchoe, Lochele, Loculi, Lodè (Lodedè), Longe (Iloghe), Lula, Montanna, Muro, Nurule, Oliena, Onanì, Onifai, Orfillo, Orosei, Orune, Ossio, Panana, Posada, Resquion, San Giovanni di Ofillo, San Giovanni di Ossillili, Santa Lucia, Santa Maria di Lugula, Sancta Maria Magdalena, Siniscola, Soltenissa, Stellaria, Sulla, Tamarispa, Torpè et Torpè Ispertu,.
Le 11 septembre 1495, le pape Alexandre VI supprime par la bulle pontificale Sacrosancta Romana Ecclesia le diocèse de Galtellì qui est uni à l'archidiocèse de Cagliari. Cette décision est causée par les restrictions économique et la diminution de la population décimée par la peste et les conflits entre judicats. Cette union entre en vigueur dès la mort du dernier évêque, Giovanni Vincy, l'année suivante.
Pendant l'union avec Cagliari, de nombreuses tentatives de recréation du diocèse de Galtellì ont lieu mais aucune n'aboutit. Il faudra attendre l'arrivée de la maison de Savoie sur le trône du royaume de Sardaigne pour voir réapparaitre le diocèse.
Le 21 juillet 1779, en vertu de la bulle pontificale Eam inter coeteras émise par le pape Pie VI, le siège épiscopal est rétabli sous le nom de diocèse de Galtellì-Nuoro. Il est alors suffragant de l'archidiocèse de Cagliari et il a son siège dans la ville de Nuoro. Outre l'ancien territoire du diocèse de Galtellì (qui comptait 16 paroisses en 1694), il comprend également les villages de Nuoro, Orune et Lollove (faisant anciennement partie du Diocèse d'Alghero-Bosa), Orgosolo (de l'archidiocèse de Cagliari) et enfin Fonni et Mamoiada (de l'archidiocèse d'Oristano).
Pendant le XIXe siècle, le diocèse connait une période de vacance de siège de 1828 à 1867. En effet, l'évêque Antonio-Maria Casabianca est interdit le 29 janvier 1828 pour de mauvais comportement. Le diocèse est alors confié à des administrateurs apostoliques : l'archevêque d'Oristano Gian Maria Bua, l'archevêque de Sassari Alessandro Domenico Veresino et enfin l'archevêque de Cagliari Emanuele Marongiu Nurra. Ces deux derniers évêques subissent pourtant des mesures restrictives venant de la  maison de Savoie et après l'unité d'Italie. La vacance de siège continue donc jusqu'en 1867.
Lors de la création de la province de Nuoro le 27 janvier 1928, le diocèse prend son nom actuel de diocèse de Nuoro à travers le décret Antiquam Galtellinensem émis par la Congrégation pour les évêques. En 2004, Galtellì devient un siège titulaire.
Le 31 décembre 1938, les paroisses de Orotelli, Ottana, Orani, Sarule et Oniferi passent du diocèse d'Alghero-Bosa au diocèse de Nuoro.
Le 9 avril 2020, le diocèse de Lanusei est uni in persona Episcopi au diocèse de Nuoro, c'est-à-dire que les deux diocèses continuent d'exister mais qu'ils partagent le même évêque.

## Liste des évêques

### Évêques de Galtellì
- Bernardo (avant 1138 - après 1143)
- Giovanni (mentionné en 1173)
- Magister[10] (mentionné en 1206)
- Anonyme (mentionné en 1254)
- Anonyme (mort vers juin 1263)
- Anonyme (à partir de juin 1263)
- Pompeiano (mentionné en 1273)
- Anonyme (mentionné en 1302)
- Nicola (mort en 1329)
- Gualtiero, O.P. (à partir du 19 juin 1329)
- Simone (à partir du 30 juillet 1333)
- Antonio (à partir du 15 juillet 1345)
- Arnaldo, O.Carm. (à partir du 11 juillet 1348)
- Alberto (à partir du 10 mars 1365)
- Antonio Sabatini, O.Carm. (à partir du 28 janvier 1376)
- Antonio Roceres (1387 - 1394)
- Paolo (à partir du 14 octobre 1394)
- Bertrando Flores (19 septembre 1404 - 21 décembre 1407 nommé archevêque d'Oristano)
- Gerardo (à partir du 27 août 1406)
- Giovanni Miracapelli, O.P. (à partir du 11 décembre 1419)
- Giovanni Ferrer, O.F.M. (10 juillet 1426 - 1428)
- Guglielmo da Morana, O.F.M. (5 mars 1428 - 1432)
- Sebastiano Abbate, O.P. (à partir du 6 mars 1433)
- Lorenzo Pujol, O.F.M. (à partir du 28 septembre 1451)
- Giovanni Cicci, O.P. (à partir du 8 juin 1457)
- Giorgio Pinna (à partir du 4 mai 1467)
- Guglielmo Oller (à partir du 6 janvier 1487)
- Guglielmo Vidal (à partir du 26 juin 1490)
- Giovanni Vincy (8 janvier 1494 - 1496)
- Le siège du diocèse est uni à celui de l'archidiocèse de Cagliari (1496-1779)

### Évêques de Galtellì-Nuoro puis de Nuoro
- Gian Antioco Serra-Urru (18 septembre 1780 - 8 février 1786)
- Pietro Craveri, O.F.M. (7 avril 1788 - 7 octobre 1801)
- Alberto Maria Giuseppe Andrea Luigi Solinas, O.Carm. (17 janvier 1803 - 17 juillet 1817)
- Antonio-Maria Casabianca (29 mars 1819 - 29 janvier 1828)
- Siège vacant (1828-1867)
- Salvatore Angelo de Martis, O.Carm. (22 février 1867 - 24 juin 1902)
- Luca Canepa (18 février 1903 - 11 décembre 1922)
- Maurilio Fossati (24 mars 1924 - 2 octobre 1929, devenu cardinal)
- Giuseppe Cogoni (20 novembre 1930 - 4 novembre 1938, nommé archevêque d'Oristano)
- Felice Beccaro (3 mars 1939 - 26 novembre 1946)
- Giuseppe Melas (31 janvier 1947 - 10 septembre 1970)
- Giovanni Melis Fois (7 novembre 1970 - 16 avril 1992)
- Pietro Meloni (16 avril 1992 - 21 avril 2011)
- Mosè Marcia, (21 avril 2011 - 2 juillet 2019).
- Antonio Mura, depuis le 2 juillet 2019

## Statistiques
| Année | Population | Population | Population | Paroisses |
| Année | Baptisés   | Total      | %          | Paroisses |
| ----- | ---------- | ---------- | ---------- | --------- |
| 1950  | 102 000    | 102 000    | 100        | 34        |
| 1969  | 118 078    | 118 078    | 100        | 44        |
| 1980  | 127 091    | 127 091    | 100        | 47        |
| 1990  | 125 841    | 128 332    | 98,1       | 46        |
| 1999  | 124 676    | 125 231    | 99,6       | 46        |
| 2000  | 125.102    | 125.829    | 99,4       | 46        |
| 2001  | 124 990    | 125 665    | 99,5       | 46        |
| 2002  | 125 205    | 126 014    | 99,4       | 46        |
| 2003  | 124 485    | 125 178    | 99,4       | 46        |
| 2004  | 122 526    | 123 906    | 98,9       | 46        |
| 2010  | 122 447    | 124 708    | 98,1       | 46        |
| 2013  | 122 912    | 124 811    | 98,5       | 46        |
| 2016  | 122 045    | 123 789    | 98,6       | 46        |
| 2019  | 121 987    | 122 930    | 99,2       | 46        |

## Source
- (it) Cet article est partiellement ou en totalité issu de l’article de Wikipédia en italien intitulé « Diocesi di Nuoro » (voir la liste des auteurs).

### Articles liés
- Région ecclésiastique de Sardaigne
- Liste des diocèses et archidiocèses d'Italie